# سکژشوو (استان اشوی‌داشکسیه)
سکژشوو (به لهستانی: Skrzyszów) یک منطقهٔ مسکونی در لهستان است که در گمینا گووارچوو واقع شده‌است. سکژشوو ۲۰۰ نفر جمعیت دارد.